# Opòssums rata
Els opòssums rata (Paucituberculata) són un ordre que conté sis espècies vivents. Són marsupials petits semblants a les musaranyes i que viuen als Andes, a Sud-amèrica. Es creu que l'ordre divergí del llinatge marsupial ancestral molt aviat. Fa només vint milions d'anys encara n'hi havia almenys set gèneres a Sud-amèrica. Avui en dia només en queden tres gèneres.
Alguns científics han classificat el grup extint dels polidolopimorfs com a subordre dels opòssums rata, però els estudis més recents no recolzen aquest punt de vista.